# Guy Mardel
Guy Mardel, nacido como Mardochée Elkoubi (Orán, en la entonces Argelia francesa, 30 de junio de 1944) es un cantante franco argelino. Conocido principalmente a raíz de haber representado a Francia en el Festival de la Canción de Eurovisión 1965.
Perteneciente a una familia de origen judío sefardí, Mardel vivió sus primeros 15 años en Argelia, donde consiguió un primer premio de piano en el conservatorio de Orán. Como otros pieds-noirs en 1959 se instala en Francia. Ingresa en la escuela de derecho, mientras canta como aficionado en una banda de jazz. En 1963 firma un contrato con el sello AZ y lanza dos sencillos antes de ser escogido por el canal ORTF en 1965 para representar a Francia en el Festival de Eurovisión con la canción "N'avoue jamais". En el festival, celebrado en Nápoles el 20 de marzo, "N'avoue jamais" acabó en tercera posición de entre 18 participantes.
Mardel no pudo sacar todo el provecho esperado de su éxito en el Festival de Eurovisión, a pesar de probar fortuna en otros países como España, Brasil, Japón... y de seguir lanzando sencillos hasta los años 1980. En los años 70 se hizo productor, creando su propio discográfica, MM, en 1977. En 2006 se mudó a Jerusalén para estudiar la torá.